# Нічний адміністратор
«Нічни́й адміністра́тор» (англ. The Night Managers) — шпигунський роман британського письменника, у минулому працівника британської розвідки, Джона ле Карре, вперше вийшов 1993 року по закінченні холодної війни. У центрі оповіді нічний адміністратор розкішного готелю і колишній військовий Джонатан Пай, завербований до британської розвідки з метою викрити одного з найзлочинніших торговців зброєю.
За романом у 2016 році був знятий однойменний серіал із Г'ю Лорі і Томом Гіддлстоном у головних ролях.

## Екранізація
У січні 2015 року розпочалася робота над телеадаптацією фільму. Режисером однойменного британсько-американського шестисерійного серіалу виступила Сюзанна Бір. Світова прем'єра двох перших епізодів відбулась 18 лютого 2016 року на червоній доріжці 66-го Британського міжнародного кінофестивалю в рамках програми Berlinale Special Series. На телеканалі BBC One прем'єра серіалу відбулася 21 лютого 2016 року. Головні ролі зіграли такі відомі британські актори, як Том Гіддлстон, Г'ю Лорі, Олівія Колман, Том Голландер.

## Український переклад
- Нічний адміністратор / Джон ле Карре ; пер. з англ. Т. Савчинської. — Львів : Видавництво Старого Лева, 2017. — 680 с. — ISBN 978-617-679-372-4